# Чан Чен

Чан Чен (англ. Chan Chen) — поселення на півночі Белізу, в окрузі Коросаль, східніше його адміністративного центру.

## Розташування
Чан Чен знаходиться неподалік узбережжя Карибського моря, зокрема його затоки-бухти Четумаль. Біля поселення знаходиться велике прісноводне озеро Чотири милі (Four Mile Lagoon). Місцевість навколо Чан Чен рівнинна, помережена невеличкими річками та болотяними озерцями, найбільша водна артерія протікає в кількох кілометрах східніше — Ріо-Ондо (Río Hondo).

## Населення
Населення за даними на 2010 рік становить 715 осіб. З етнічної точки зору, населення це суміш метиси, гарифуна та майя.
| Рік       | 2000 | 2010 |
| --------- | ---- | ---- |
| Населення | 596  | 715  |

## Клімат
Чан Чен знаходиться у зоні тропічного мусонного клімату. Середньорічна температура становить +24 °C. Найспекотніший місяць квітень, коли середня температура становить +26 °C. Найхолодніший місяць січень, з середньою температурою +21 °С. Середньорічна кількість опадів становить 3261 міліметрів. Найбільше опадів випадає у жовтні, в середньому 404 мм. опадів, самий сухий квітень, з 46 мм опадів.